# 日立市立久慈小学校
日立市立久慈小学校（ひたちしりつくじしょうがっこう）は、茨城県日立市久慈町1-23-1にある日立市立小学校。
校訓はつよくやさしくのぞみあれである。

## 沿革

### 年表
- 1873年7月9日 - 創立[5]。
- 1886年3月 - 茨城県久慈郡久慈尋常小学校と改称[6]。
- 1895年3月 - 現在地に移転[6]。
- 1905年10月 - 日露戦争の戦勝を記念して100本のケヤキが植えられた。現在も3本が残っており、日立市に巨木指定をされている[7]。
- 1930年 - 校歌制定、作詞：渡辺清吉、作曲：田村虎蔵[6]。
- 1941年4月1日 - 久慈郡久慈国民学校と改称。
- 1947年4月1日 - 学制改革により久慈町立久慈小学校と改称。
- 1955年2月15日 - 日立市立久慈小学校と改称。
- 1959年11月 - 学校給食開始[6]。
- 1961年3月 - 校歌改訂、作詞：酒井清一、作曲：下野米[6]。
- 1968年7月 - 校訓制定[6]。
- 1998年4月 - 文部省「道徳的実践活動推進校」指定[6]。
- 2003年7月 - 第1回全日本小学校ホームページ大賞で茨城県の優秀校に選ばれる[6]。
- 2010年 - 日立情報制御ソリューションズとともにアサガオ45株、長れいしゴーヤ23株の植栽を行い、グリーンカーテンを設置した[8]。
- 2011年 - 東日本大震災の際、避難所にトイレが不足したことから、マンホールトイレの設置が計画されている[9]。
- 2016 - 2020年度 - 久慈小学校校舎・屋内運動場改築事業[10]。
- 2016年
  - 10月19日 - 校舎改築開始。
  - 12月18日 - 仮設校舎棟・職員棟・仮設昇降口完成。
- 2017年
  - 3月3日 - 東校舎の西端解体開始。
  - 3月16日 - 東校舎の端解体開始。
  - 3月30日 - 中校舎・西校舎解体開始。
  - 4月14日 - 西校舎解体完了。
- 2019年2月15日 - 新校舎が完成[11]。
- 2020年8月31日 - 屋内運動場が完成[11]。
- 2021年4月1日 - 放課後子ども教室を開設[12]。

## 教育方針
（出典：）
教育目標
未来に向かって、たくましく生きる久慈浜っ子の育成
組織目標
自分も友達も大切にし、いいところを発揮しあえる学校づくり

## 児童会活動・クラブ活動など
（出典：）
- グラウンドスポーツクラブ
- アリーナスポーツクラブ
- 生物・科学クラブ
- アート・工作クラブ
- ボードクラブ
- パソコンクラブ

## 通学区域
（出典：）
- 日立市大みか町
  - 6丁目16から20番
  - 7丁目（2・3番を除く）
- 日立市石名坂町1丁目1番（5・30号以降）
- 日立市久慈町
  - 1丁目
  - 2丁目
  - 3丁目
  - 4丁目
  - 5丁目44番1から5号、49から51号
  - 6丁目1から28・29（4から8号除く）・30から35・38から44番
  - 7丁目1番（1・6から8号除く）、2から5番（3から6号除く）、6から26番
- 日立市みなと町
- 日立市南高野町
  - 2丁目9番（3から8号除く）
  - 3丁目4番（13号除く）

## 進学先中学校
- 日立市立久慈中学校

## 学区内の主な施設
- 久慈交流センター
- 日立市立南部図書館
- 茨城県立日立商業高等学校
- 南部消防署
- 日立オリジンパーク
- 日立製作所 日立研究所
- 久慈サンピア日立
- 久慈浜海水浴場
- 茨城港日立港区